# Le Guignol au gourdin
 (mai 2011).
Si vous disposez d'ouvrages ou d'articles de référence ou si vous connaissez des sites web de qualité traitant du thème abordé ici, merci de compléter l'article en donnant les références utiles à sa vérifiabilité et en les liant à la section « Notes et références ».
Pour les articles homonymes, voir Guignol.
Le Guignol au gourdin (en espagnol Los títeres de Cachiporra) est une pièce pour marionnettes écrite par Federico García Lorca en 1928.

## Résumé de la pièce
Pour ne pas devenir pauvre et à avoir à demander l'aumône, le père de Doña Rosita se décide à la marier à un homme riche. Elle accepte, mais ce que son père ne sait pas, c'est qu'elle ne compte pas se marier avec n’importe quel homme : elle veut se marier avec son grand ami Cocoluche, qui n'a hérité de sa mère que de trois sous, une caisse de prune et... c'est tout ! Mais elle l'aime. 
Cependant, le père de Rosita lui a trouvé un mari : un bougre nommé Don Cristobal, imbu d'argent qui ne l'aime pas vraiment, et qui tape ceux qui l'embêtent avec un gros gourdin. Alors que son père arrange leur union, Rosita annonce à Cocoluche qu'elle ne pourra pas l'épouser, sans plus d'explications. Cocoluche est désespéré.
Lors d'une conversation dans un bar, Cocoluche, un peu abruti par le vin, fait part de son histoire à ceux qui sont présents. Parmi eux, Paquito, un ancien amoureux de Doña Rosita, quand elle n'avait que 15 ans. Ainsi, lorsque le mariage de Rosita et Don Cristobal se prépare, Paquito prend la place de celui qui doit apporter les chaussons de la mariée. Rosita le reconnait, sous l'œil de son père qui ne se doute de rien. Puis, lorsque son père sors, Paquito déclare son amour à Rosita, qui ne le lui rend pas. Quand tout à coup, du bruit se fait entendre. Ils croient tous les deux qu'il s'agit de Don Cristobal qui arrive, alors Paquito se cache dans une armoire. En fait, il s'agissait de Cocoluche, qui venait parler à Rosita. Celle-ci n'a pas le temps de lui expliquer pourquoi elle ne peut pas se marier avec lui, que Don Cristobal arrive pour de vrai, cette fois. Cocoluche se cache alors dans la même armoire que Paquito.
Don Cristobal réussit à terminer le mariage, auquel il n'y a aucun invité. Et lorsque les deux mariés sont seuls dans la même pièce, Paquito, découvrant don Cristobal en présence de Rosita, sort de l’armoire et tue Don Cristobal. Puis il s'enfuit. Don Cristobal étant mort, son argent revient à Dona Rosita, qui peut alors épouser Cocoluche.